# آنتونیو اینفیمو
آنتونیو اینفیمو (انگلیسی: Antonio Infimo؛ زادهٔ ۱۲ فوریهٔ ۱۹۹۰) بازیکن فوتبال اهل ایتالیا است.
از باشگاه‌هایی که در آن بازی کرده‌است می‌توان به باشگاه فوتبال باری اشاره کرد.